# Chinantèque d'Usila
Le chinantèque d’Usila ou chinantèque du centre ouest supérieur est une langue chinantèque parlée dans les États d’Oaxaca et de Veracruz, au Mexique.

## Classification
Le chinantèque d’Usila est une langue amérindienne qui appartient à la branche chinantèque de la famille des langues oto-mangues.

## Écriture
Plusieurs alphabets sont utilisés pour l’écriture du chinantèque d’Usila.
| a | b | c | ch | d | e | g | h | i  | j  | l | m | n |
| ñ | ŋ | o | p  | q | r | s | t | ts | ty | u | v | y |

Les cinq tons sont indiqués à l’aide de chiffres en exposant après la syllabe:
- ¹ haut ;
- ² demi-haut ;
- ³ moyen ;
- ⁴ demi-bas ;
- ⁵ bas.

Les tons complexes descendants sont représentés par ²³, ³⁴ et les tons montants par ³², ⁴³.
Un alphabet unifié pour les langues chinantèques d’Ojitlán, de Valle Nacional et d’Usila, a été conçu lors de la Réunion d’unification de l’alphabet chinantèque organisé par le Centro de Investigación tsa kö wɨ̈ à Tuxtepec en 1990. Avec cet alphabet, uniquement deux tons sont indiqués : le ton bas avec un macron souscrit et le ton haut avec un accent aigu sur la lettre de la voyelle ou de la nasale.
| a  | b | ch | e | (ɇ) | i | j | k  | l | m | n | n |
| ng | ñ | o  | p | r   | s | t | ts | u | w | y |   |

La lettre e barré ‹ ɇ › n’est normalement pas utilisé avec l’alphabet de 1990.